# Mandíbula de fósforo

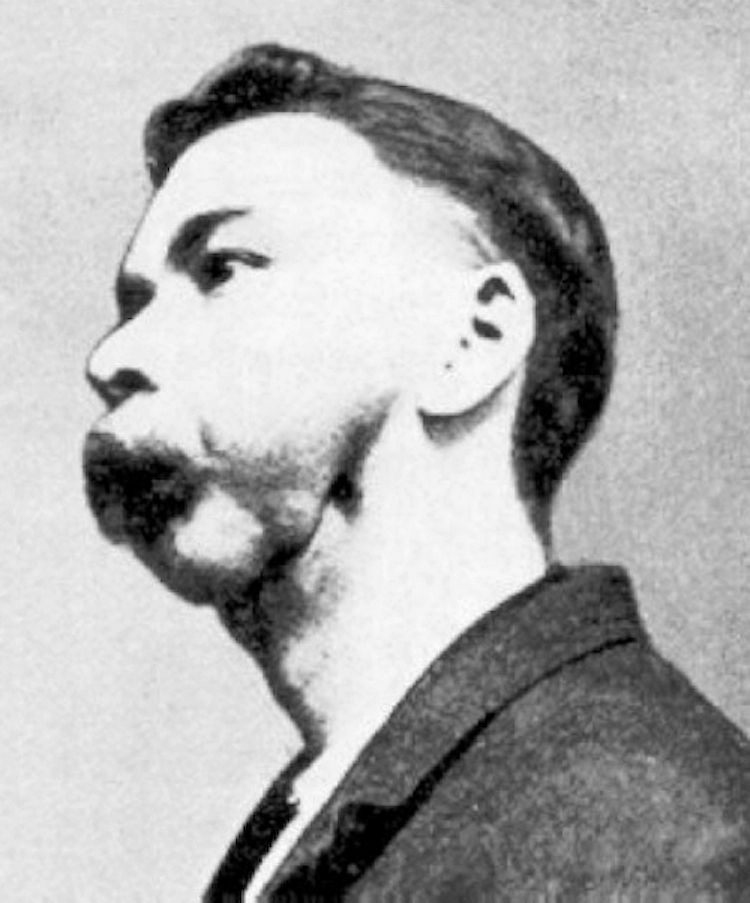
Operário com Mandíbula de Fósforo.

Mandíbula de fósforo, formalmente necrose fosforosa da mandíbula, é uma doença ocupacional daqueles que trabalham com fósforo branco, também conhecido como fósforo amarelo, sem as medidas de segurança apropriadas. Foi mais comumente observada em trabalhadores da indústria de palitos de fósforo nos séculos XIX e começo do XX. Modernas práticas de higiene ocupacional eliminaram as condições de trabalho que causaram essa doença.

## Sintomas e tratamento
Aqueles com madíbula de fósforo começavam a sofrer fortes dores de dente e inchaço das gengivas. Com o tempo, o osso da mandíbula começaria a formar abscesso. Os ossos afetados brilhariam no escuro com uma cor branca-averdeada. Também, sérios danos cerebrais eram causados. Remoção cirúrgica dos ossos da mandíbula afetados poderiam salvar o paciente; do contrário, logo viria morte por falha dos órgãos.  A doença era extremamente dolorosa e desfigurante para o paciente, com o tecido ósseo a morrer apodrecendo, acompanhado de liberação de pus fétido.

## Indústria de palitos de fósforo
O fósforo branco era o ingrediente ativo da maioria dos palitos de fósforo das décadas de 1840~1910, e a exposição ao vapor do material causava a decomposição do fósforo nos ossos da mandíbula dos trabalhadores desta indústria. Preocupação com a mandíbula de fósforo contribuiu para greve das garotas da indústria de palitos de fósforo londrina em 1888, e apesar de tal greve não levar ao fim do uso do fósforo branco, William Booth e o Exército de Salvação abriram uma fábrica de palitos de fósforo em 1891 que empregava o fósforo vermelho, muito mais seguro, mas também mais caro. O Exército de Salvação também fez campanha com os vendedores locais para que eles só comercializassem palitos de fósforo vermelho.
Entretanto, o uso industrial só cessou após 1906, quando o emprego de fósforo branco foi proibido pela Convenção de Berna daquele ano, e as medidas foram implementadas em leis nacionais nos anos logo seguintes.